# Reitbrook
Reitbrook est un quartier situé dans la banlieue sud-est de Hambourg, en Allemagne, dans le district administratif de Bergedorf.

## Histoire
En 1768 Reitbrook a été incorporé à la ville de  Hambourg.

## Géographie
Reitbrook est l'un des huit Marschlande (de) de l'arrondissement de Bergedorf.